# Bat Out of Hell II: Back into Hell
Bat Out of Hell II: Back into Hell je šesté studiové album amerického rockového zpěváka Meat Loafa. Vydáno bylo 14. září 1993 u společností MCA Records a Virgin Records. Nahrávání probíhalo během let 1991 až 1993 v amerických studiích Ocean Way Recording a Avatar Studios pod dohledem producenta Jima Steinmana, který také napsal všechny písně. Jako producent a skladatel se Steinman na nahrávce Meat Loafa objevil poprvé od alba Dead Ringer (1981). Autorem přebalu alba je americký umělec Michael Whelan. Bat Out of Hell II: Back into Hell se setkalo s velkým komerčním úspěchem, po celém světě se ho prodalo více než 14 milionů kusů.

## Seznam skladeb
Všechny skladby napsal(i) Jim Steinman. 
| Pořadí         | Název                                                                   | Délka |
| -------------- | ----------------------------------------------------------------------- | ----- |
| 1.             | I'd Do Anything for Love (But I Won't Do That) (feat. Lorraine Crosby)  | 12:00 |
| 2.             | Life Is a Lemon and I Want My Money Back                                | 8:00  |
| 3.             | Rock and Roll Dreams Come Through (Jim Steinman cover)                  | 5:50  |
| 4.             | It Just Won't Quit                                                      | 7:21  |
| 5.             | Out of the Frying Pan (And into the Fire) (Steinman cover)              | 7:24  |
| 6.             | Objects in the Rear View Mirror May Appear Closer than They Are         | 10:15 |
| 7.             | Wasted Youth                                                            | 2:41  |
| 8.             | Everything Louder than Everything Else                                  | 7:59  |
| 9.             | Good Girls Go to Heaven (Bad Girls Go Everywhere) (Pandora's Box cover) | 6:53  |
| 10.            | Back into Hell (instrumentální)                                         | 2:46  |
| 11.            | Lost Boys and Golden Girls (Steinman cover)                             | 4:29  |
| Celková délka: | Celková délka:                                                          | 75:38 |

## Obsazení
- Meat Loaf – zpěv, kytara

Ostatní
| - Kenny Aronoff – bicí - Roy Bittan – piano, klávesy - Jeff Bova – varhany, syntezátor, programování - Jimmy Bralower – bicí - Steve Buslowe – basová kytara - Robert Coron – doprovodný zpěv - Lorraine Crosby – ženský zpěv, doprovodný zpěv - Brett Cullen – doprovodný zpěv - Rory Dodd – doprovodný zpěv - Stuart Emerson – doprovodný zpěv - Ellen Foley – doprovodný zpěv | - Cynthia Geary – doprovodný zpěv - Amy Goff – doprovodný zpěv - Elaine Goff – doprovodný zpěv - Max Haskett – doprovodný zpěv - Curtis King – doprovodný zpěv - Michelle Little – doprovodný zpěv - Rick Marotta – bicí - Eddie Martinez – kytara - Brian Meagher – dudy, bicí - Brian Meagher, Jr. – dudy, bicí - Justin Meagher – dudy, bicí | - Gunnar Nelson – doprovodný zpěv - Matthew Nelson – doprovodný zpěv - Bill Payne – piano - Lenny Pickett – saxofon - Tim Pierce – kytara - Todd Rundgren – doprovodný zpěv - Jim Steinman – mluvené slovo, doprovodný zpěv - Kasim Sulton – doprovodný zpěv - Pat Thrall – kytara - Eric Troyer – doprovodný zpěv (11) |

Technická podpora
- Jim Steinman – produkce
- Michael Whelan – přebal alba